# Честерфілд (Індіана)
Честерфілд (англ. Chesterfield) — місто (англ. town) в США, в округах Медісон і Делавер штату Індіана. Населення — 2490 осіб (2020).

## Географія
Честерфілд розташований за координатами 40°6′47″ пн. ш. 85°35′38″ зх. д. / 40.11306° пн. ш. 85.59389° зх. д. (40.113077, -85.593955).  За даними Бюро перепису населення США в 2010 році місто мало площу 3,43 км², уся площа — суходіл.

## Демографія
Згідно з переписом 2010 року, у місті мешкало 2547 осіб у 1090 домогосподарствах у складі 663 родин. Густота населення становила 744 особи/км².  Було 1275 помешкань (372/км²).
Расовий склад населення:
| - 97,4 % — білих - 0,7 % — азіатів - 0,4 % — чорних або афроамериканців - 0,2 % — корінних американців |

До двох чи більше рас належало 1,3 %. Частка іспаномовних становила 1,1 % від усіх жителів.
За віковим діапазоном населення розподілялося таким чином: 22,8 % — особи молодші 18 років, 59,9 % — особи у віці 18—64 років, 17,3 % — особи у віці 65 років та старші. Медіана віку мешканця становила 39,5 року. На 100 осіб жіночої статі у місті припадало 94,3 чоловіків;  на 100 жінок у віці від 18 років та старших — 89,2 чоловіків також старших 18 років.
Середній дохід на одне домашнє господарство  становив 46 059 доларів США (медіана — 39 671), а середній дохід на одну сім'ю — 54 331 долар (медіана — 48 355). Медіана доходів становила 40 833 долари для чоловіків та 27 750 доларів для жінок. За межею бідності перебувало 12,9 % осіб, у тому числі 6,8 % дітей у віці до 18 років та 12,4 % осіб у віці 65 років та старших.
Цивільне працевлаштоване населення становило 1348 осіб. Основні галузі зайнятості: освіта, охорона здоров'я та соціальна допомога — 21,6 %, мистецтво, розваги та відпочинок — 18,5 %, виробництво — 12,8 %, науковці, спеціалісти, менеджери — 11,1 %.